# Nancy Fleming
Nancy Margaret Fleming (* 1911 in Wellington; † 29. September 1988 ebenda) war eine neuseeländische Badmintonspielerin.

## Karriere
Nancy Fleming wurde 1936 erstmals nationale Meisterin in Neuseeland. Vier weitere Titelgewinne folgten bis 1957. Bei den All England 1950 belegte sie Rang drei im Dameneinzel.

## Sportliche Erfolge
| Saison | Veranstaltung                     | Disziplin   | Platz | Name                               |
| ------ | --------------------------------- | ----------- | ----- | ---------------------------------- |
| 1936   | Neuseeländische Meisterschaft     | Mixed       | 1     | Phil Hawksworth / Nancy M. Fleming |
| 1938   | Neuseeländische Meisterschaft     | Dameneinzel | 1     | Nancy M. Fleming                   |
| 1953   | Neuseeland: Einzelmeisterschaften | Damendoppel | 1     | Nancy M. Fleming / Sonia Cox       |
| 1956   | Neuseeland: Einzelmeisterschaften | Damendoppel | 1     | Nancy M. Fleming / Sonia Cox       |
| 1957   | Neuseeland: Einzelmeisterschaften | Damendoppel | 1     | Nancy M. Fleming / Sonia Cox       |